# Alchornea aquifolia
Alchornea aquifolia là một loài thực vật có hoa trong họ Đại kích. Loài này được (Js.Sm.) Domin mô tả khoa học đầu tiên năm 1927.